# Olympische Sommerspiele 1920/Leichtathletik – 3000 m Gehen (Männer)

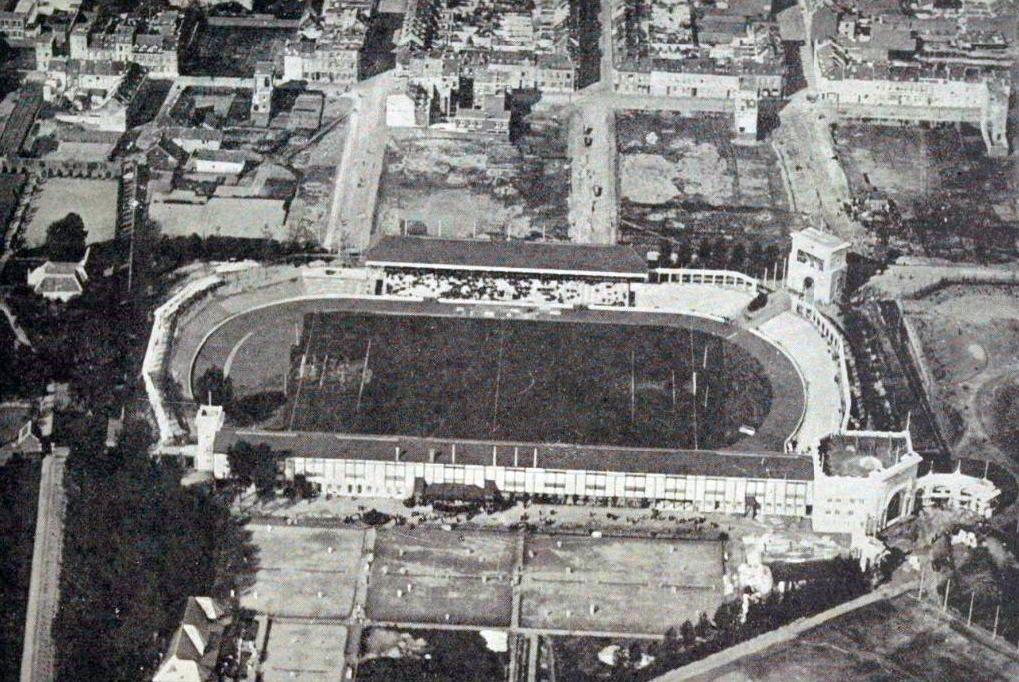
Das Antwerpener Olympiastadion

Der Wettbewerb über 3000 Meter Gehen der Männer bei den Olympischen Spielen 1920 in Antwerpen wurde am 20. und 21. August 1920 im Antwerpener Olympiastadion ausgetragen. 22 Athleten nahmen daran teil. Diese Distanz gab es bei Olympischen Sommerspielen das erste und einzige Mal.
Olympiasieger wurde der Italiener Ugo Frigerio vor dem Australier George Parker. Der US-Amerikaner Richard Remer gewann die Bronzemedaille.
Der Schweizer Stanislas Anselmetti wurde in seinem Vorlauf disqualifiziert. Deutsche und österreichische Athleten waren bei diesen Spielen von der Teilnahme ausgeschlossen.

## Rekorde

### Bestehende Rekorde
| Weltrekord         | 12:53,8 min                                 | Gunnar Rasmussen ( Dänemark)                | Kopenhagen, Dänemark                        | 7. Juli 1918                                |
| Olympischer Rekord | Wettbewerb erstmals im olympischen Programm | Wettbewerb erstmals im olympischen Programm | Wettbewerb erstmals im olympischen Programm | Wettbewerb erstmals im olympischen Programm |

### Rekordverbesserungen
In dieser erstmals bei Olympischen Spielen ausgetragenen Konkurrenz gab es in jedem der drei Wettbewerbe einen neuen olympischen Rekord:
- 13:46,8 min – Donato Pavesi (Italien), erster Vorrundenwettbewerb am 20. August
- 13:40,2 min – Ugo Frigerio (Italien), zweiter Vorrundenwettbewerb am 20. August
- 13:14,2 min – Ugo Frigerio (Italien), Finale am 21. August

## Durchführung des Wettbewerbs
Am 20. August ab 10.00 Uhr wurde die Vorrunde mit zwei Wettbewerben durchgeführt. Athleten auf den ersten sechs Plätzen – hellblau unterlegt – qualifizierten sich für das Finale, das am 21. August um 16.00 Uhr stattfand. Ausgetragen wurden die Wettbewerbe auf der Bahn im Olympiastadion.

## Vorrunde
Datum: 20. August 1920, ab 10.00 Uhr

### Runde 1

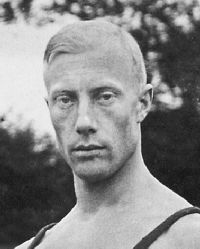
Eduard Hermann wurde im ersten Vorrundenwettbewerb disqualifiziert

| Platz | Name           | Nation             | Zeit        | Anmerkung |
| ----- | -------------- | ------------------ | ----------- | --------- |
| 1     | Donato Pavesi  | Königreich Italien | 13:46,8 min | OR        |
| 2     | George Parker  | Australien         | 13:47,9 min |           |
| 3     | Thomas Maroney | USA                | 13:52,1 min |           |
| 4     | Charles Dowson | Großbritannien     | 13:54,9 min |           |
| 5     | Niels Pedersen | Dänemark           | 14:06,3 min |           |
| 6     | Jean Seghers   | Belgien            | 14:09,2 min |           |
| 7     | Paul Verlaeckt | Belgien            | k. A.       |           |
| DSQ   | Cor Gubbels    | Niederlande        |             |           |
| DSQ   | Josef Šlehofer | Tschechoslowakei   |             |           |
| DSQ   | Eduard Hermann | Estland            |             |           |
| DSQ   | Joseph Pearman | USA                |             |           |

### Runde 2
| Platz | Name                 | Nation                | Zeit        | Anmerkung |
| ----- | -------------------- | --------------------- | ----------- | --------- |
| 1     | Ugo Frigerio         | Königreich Italien    | 13:40,2 min | OR        |
| 2     | Cecil McMaster       | Südafrikanische Union | 13:48,5 min |           |
| 3     | Richard Remer        | USA                   | 13:54,1 min |           |
| 4     | Winfred Rolker       | USA                   | 13:59,8 min |           |
| 5     | William Hehir        | Großbritannien        | k. A.       |           |
| 6     | Charles Gunn         | Großbritannien        | k. A.       |           |
| 7     | August Schotte       | Niederlande           | k. A.       |           |
| 8     | Edward Freeman       | Kanada                | k. A.       |           |
| 9     | Charles Wiggers      | Belgien               | k. A.       |           |
| DSQ   | Stanislas Anselmetti | Schweiz               |             |           |
| DSQ   | Gunnar Rasmussen     | Dänemark              |             |           |

## Finale
Datum: 21. August 1920, 16.00 Uhr
| Platz | Name           | Nation                | Zeit        | Anmerkung |
| ----- | -------------- | --------------------- | ----------- | --------- |
| 1     | Ugo Frigerio   | Königreich Italien    | 13:14,2 min | OR        |
| 2     | George Parker  | Australien            | 13:19,6 min |           |
| 3     | Richard Remer  | USA                   | 13:22,2 min |           |
| 4     | Cecil McMaster | Südafrikanische Union | 13:23,6 min |           |
| 5     | Thomas Maroney | USA                   | 13:25,0 min |           |
| 6     | Charles Dowson | Großbritannien        | 13:28,0 min |           |
| 7     | William Hehir  | Großbritannien        | 13:29,8 min |           |
| 8     | Winfred Rolker | USA                   | 13:30,4 min |           |
| 9     | Jean Seghers   | Belgien               | 13:31,3 min |           |
| 10    | Charles Gunn   | Großbritannien        | 13:34,0 min |           |
| 11    | Niels Pedersen | Dänemark              | 13:36,8 min |           |
| DSQ   | Donato Pavesi  | Königreich Italien    |             |           |

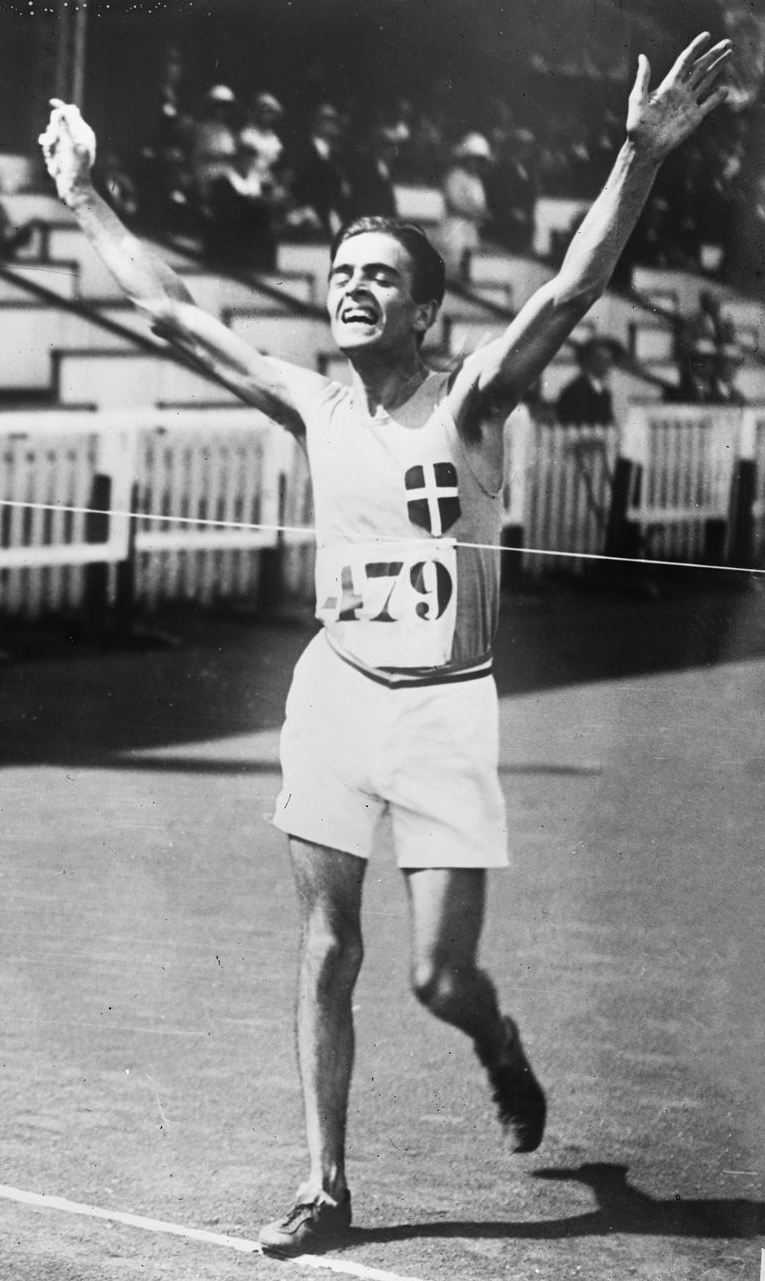
Doppelolympiasieger Ugo Frigerio

Ugo Frigerio, der drei Tage vorher den Wettbewerb über zehn km gewonnen hatte, übernahm von Beginn an auch über die kürzere Distanz die Führung. Noch vor dem Start hatte Frigerio dem Leiter des Orchesters, das sich im Innenraum aufhielt, mehrere Seiten von Partituren für Musikstücke übergeben, die während des Rennens gespielt werden sollten. Als das Orchester nicht im richtigen Tempo spielte, ging der Italiener während des Rennens zum Dirigenten und beklagte sich. Anschließend setzte er das Rennen fort und ging als Erster über die Ziellinie. Die weiteren Medaillenrängen belegten andere Sportler als über 10.000 Meter. Der Australier George Parker wurde Zweiter und Richard Remer, USA, kam auf Platz drei.
Für Frigerio war es die zweite von insgesamt drei Goldmedaillen in seiner Karriere.

## Video
- Ugo Frigerio Wins Double Olympic Walking Gold - Antwerp 1920 Olympics, youtube.com, abgerufen am 26. Mai 2021